# Articulatio tibiofibularis

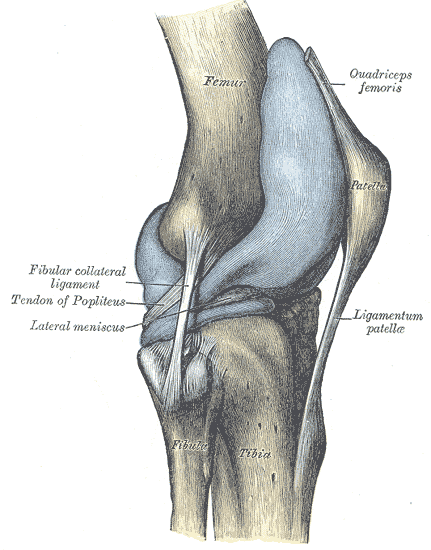
Bänder des Knies, das Tibiofibulargelenk liegt unter dem Außenmeniskus (englisch lateral meniscus)

Die Articulatio tibiofibularis oder Tibiofibulargelenk ist das proximale (körpernahe) Gelenk zwischen Schienbein (Tibia) und Wadenbein (Fibula). Es handelt sich um ein eigenständiges Gelenk, das aber beim Menschen in 20 % der Fälle mit einer Ausbuchtung der Gelenkkapsel des Kniegelenks (Recessus subpopliteus) verbunden ist. Gelenkbildende Knochenteile sind der Wadenbeinkopf (Caput fibulae) und der seitliche Gelenkknorren des Schienbeins (Condylus lateralis tibiae).
Das Gekenk hat eine sehr straffe Gelenkkapsel und wird durch die Ligamenta capitis fibulae anterius und posterius stabilisiert, die nur einen geringen Bewegungsumfang zulassen. Dieser ist jedoch für die maximale Dorsalflexion des oberen Sprunggelenks von Bedeutung, weshalb es auch Kompensationsgelenk genannt wird.
Die beiden Unterschenkelknochen sind zusätzlich über die Membrana interossea cruris über eine Syndesmose (Bandhaft) über die ganze Länge der Knochenschäfte miteinander verbunden. Diese trennt die Strecker von den Beugern am Unterschenkel. Distal, also am unteren Ende im Bereich des Außenknöchels, sind die Unterschenkelknochen ebenfalls durch eine Bandhaft, die Syndesmosis tibiofibularis (Syn. Articulatio tibiofibularis distalis), verbunden.